# نلی آغینیان
نلی آغینیان (ارمنی: Նելլի Աղինյան زاده ۴ اوت ۱۹۸۱) استادبزرگ شطرنج اهل ارمنستان است. وی در سال ۲۰۰۵ میلادی به عنوان استادبزرگی شطرنج بانوان دست یافت. در سال ۲۰۰۳ میلادی که تیم ملی شطرنج بانوان ارمنستان به مقام قهرمانی اروپا دست یافت، نلی آغینیان نیز از اعضای آن تیم بود. دیگر افتخار وی مقام سوم قهرمانی اروپا در سال ۲۰۰۷ به همراه تیم ارمنستان بود.
| به‌دلیل برخی مشکلات فنی، نمودارها موقتاً قابل مشاهده نیستند. اطلاعات بیشتر پیرامون این مشکل در فابریکاتور و وبگاه مدیاویکی در دسترس است. | |
| | به‌دلیل برخی مشکلات فنی، نمودارها موقتاً قابل مشاهده نیستند. اطلاعات بیشتر پیرامون این مشکل در فابریکاتور و وبگاه مدیاویکی در دسترس است. |